# なにわ皇子
なにわ皇子（なにわおうじ）とは関西ジャニーズJr.のメンバー3人からなる男性アイドルグループである。

## メンバー
それぞれの名字の頭文字から命名された。
- 永瀬廉（ながせれん）
- 西畑大吾（にしはただいご）
- 大西流星（おおにしりゅうせい）

## 略歴
2012年8月4日に行われた舞台『少年たち』の初日公開記者会見で「Naniwa Oji」のユニット名で初お披露目される。1か月前にオーディションで合格して事務所に入所したばかりの大西流星（当時10歳）が含まれていたことが話題になった。

## 出演

### 舞台
- 少年たち 格子無き牢獄 and SHOW TIME!（2012年8月4日 - 27日、大阪松竹座）[2]
- ANOTHER（2013年8月3日  - 27日、大阪松竹座）[4][5]

### コンサート
- 関西ジャニーズJr. X'masコンサート 2012（2012年12月2日 - 12月25日、大阪松竹座）[6]
- 関西ジャニーズJr. 平成25年 明けましておめでとうコンサート（2013年1月5日 - 1月6日、大阪城ホール）[7]
- まいジャニコンサート Vol.1（2013年3月2日 - 3月3日、オリックス劇場）[8]
- 関西ジャニーズJr. 春休みスペシャルコンサート 2013（2013年3月5日 - 3月27日、大阪松竹座）[9]
- 関西ジャニーズJr. 初全国ツアー 2013（2013年4月4日 - 7月7日、NHKホール 他）[10]
- まいジャニコンサート Vol.2（2013年8月31日 - 9月1日、オリックス劇場）[11]
- 関西ジャニーズJr. X’masコンサート2013（2013年12月1日 - 12月25日、大阪松竹座）[12]

### テレビ番組
- まいど!ジャーニィ〜（2012年10月3日 - 、BSフジ） - レギュラー[13][14]